# Plac Bankowy

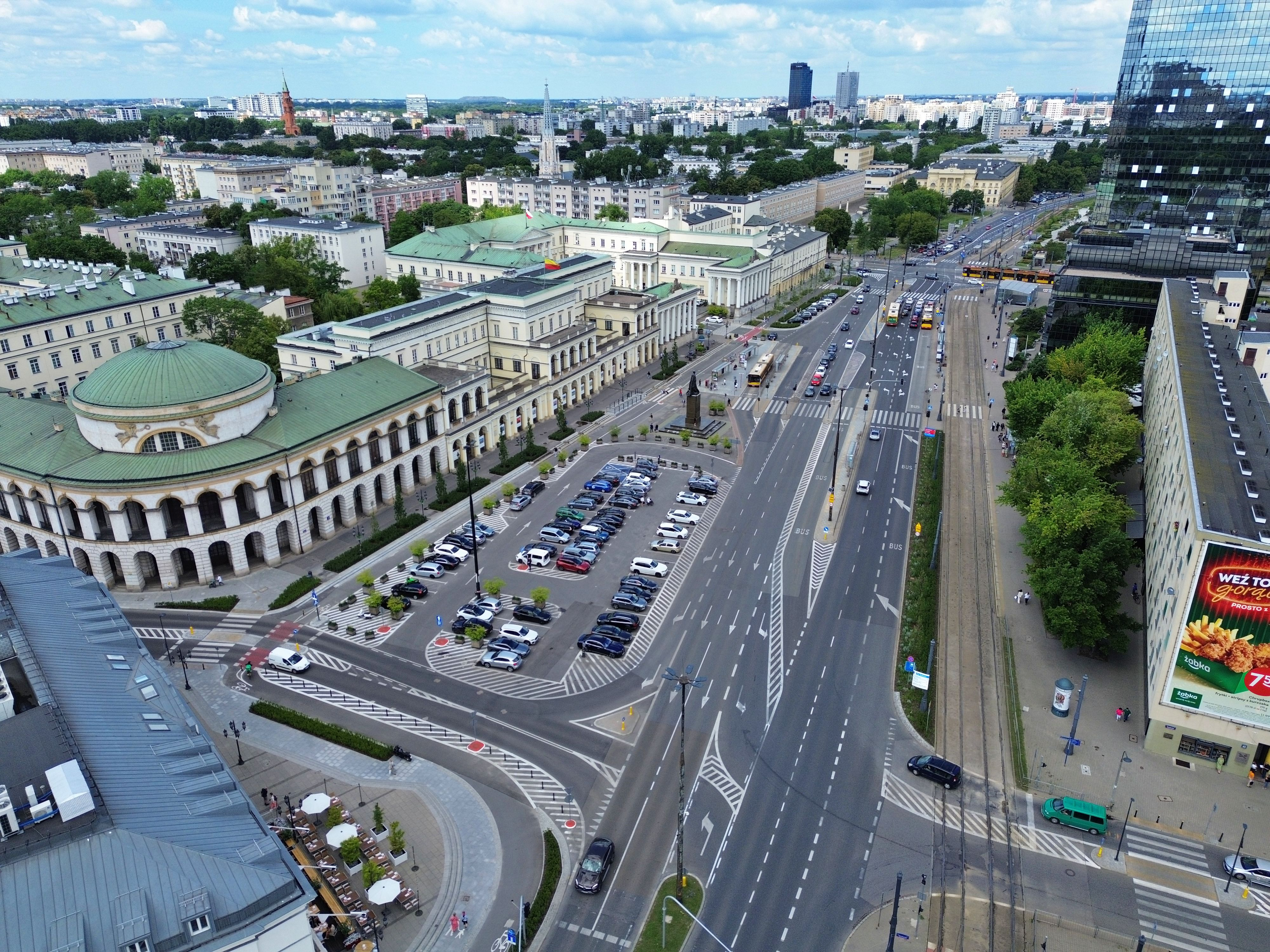
Plac Bankowy

Der  Plac Bankowy  (deutsch:  Bankenplatz) ist ein Platz im Stadtteil Śródmieście in Warschau, Polen. 

## Lage und Umgebung
Der Platz befindet sich an der Aleja Solidarności (deutsch: Allee der Solidarität), an der Ulica Senatorska  (deutsch: Straße des Senators) sowie an der Ulica Elektoralna.

## Westseite
Die Westseite des  Plac Bankowy  war in den 1820er Jahren durch den Bau dreier Regierungs- und Bankgebäude geprägt. Nach den Entwürfen von Antonio Corazzi entstand in den Jahren 1825 bis 1828 am Plac Bankowy 1 das Gebäude für die Polnische Bank (Bank Polski). Am Plac Bankowy 3 erbaute Corazzi in den Jahren 1825 bis 1830  für Finanzminister Lubecki ein klassizistisches Gebäude. Im Jahre 1825 baute Corazzi am Plac Bankowy 5 einen Adelspalast zu einem Gebäude der Einkünfte- und Schatzkommission, auch Finanzkommission genannt, um.  In der Nachkriegszeit war Piotr Biegański für die Wiederherstellung des gesamten Gebäude-Ensembles an der Westseite des Platzes, bestehend aus dem Leszczyński-Palast, dem  Wiśniowiecki-Palast und dem Gmach Banku Polskiego verantwortlich. 

## Ostseite
Im Jahre 1946  wurden die „wohlhabenden Häuser vermögender Bürger“ auf der Ostseite des Plac Bankowy abgebrochen. Dies wurde möglich durch das Dekret von Bolesław Bierut vom 25. Oktober 1945 „über das Eigentum an und die Nutzung von Grundstücken auf dem Gebiet der Hauptstadt Warschau“, das sämtliche Grundstücke in den Stadtgrenzen Warschaus in kommunalen Besitz überführte. Die Ulica Marszałkowska wurde nach Norden verlängert und zusammen mit neuen Straßenbahnschienen direkt über den auf der Ostseite stark verbreiterten Plac Bankowy geführt. Am 15. November 1947 fuhr die erste Straßenbahn über die neue Ulica Nowo-Marszałkowska und den Plac Bankowy, der durch die Verbreiterung nunmehr direkt an das Grundstück der früheren Synagoge grenzte, wo das Hochhaus  Blue Tower Plaza erbaut wurde.

## Weblink
Koordinaten: 52° 14′ 35,2″ N, 21° 0′ 8,5″ O